# Physcomitrium aubertii
Physcomitrium aubertii är en bladmossart som beskrevs av Bescherelle 1880. Physcomitrium aubertii ingår i släktet huvmossor, och familjen Funariaceae. Inga underarter finns listade i Catalogue of Life.